# Биша, Лельо
Лельо Биша (итал. Lelio Biscia; 15 июня 1575, Рим, Папская область — 19 ноября 1638, там же) — итальянский куриальный кардинал. Кардинал-дьякон с 19 января 1626, с титулярной диаконией Санти-Вито-Модесто-э-Крешенция с 9 февраля 1626 по 19 декабря 1633. Кардинал-дьякон с титулярной диаконией Санта-Мария-ин-Козмедин с 19 декабря 1633 по 9 февраля 1637. Кардинал-священник с титулом церкви Санта-Мария-дель-Пополо с 9 февраля 1637 по 19 ноября 1638.